# Labastide-Beauvoir
Labastide-Beauvoir è un comune francese di 1 088 abitanti situato nel dipartimento dell'Alta Garonna nella regione dell'Occitania.

## Società

### Evoluzione demografica
Abitanti censiti